# 다이호촌 (시가현)
다이호촌(大宝村)은 일본 시가현 구리타군에 설치되었던 촌이다. 현재의 릿토시의 일부에 해당한다.